# TECO Line Streetcar System
Das TECO Line Streetcar System, abgeleitet von TECO für Tampa Electric Company, ist eine vorwiegend touristische Straßenbahn in Tampa und der einzige Straßenbahnbetrieb im US-Bundesstaat Florida. Sie spielt aber auch eine Rolle als Verkehrsträger des öffentlichen Personennahverkehrs.

## Vorgeschichte
Elektrische Straßenbahnen existierten in Tampa bereits seit dem Ende des 19. Jahrhunderts. Die ersten Strecken wurden 1892 gebaut, 1926 erreichten die Beförderungszahlen mit fast 24 Millionen Fahrgästen ihren Höhepunkt. Eingesetzt wurden einzeln verkehrende Fahrzeuge des Typs Birney Safety Car sowie seitlich offene Breezer-Sommertriebwagen. In der Nacht vom 3. auf den 4 August 1946 wurden die Straßenbahnen stillgelegt.

## Geschichte

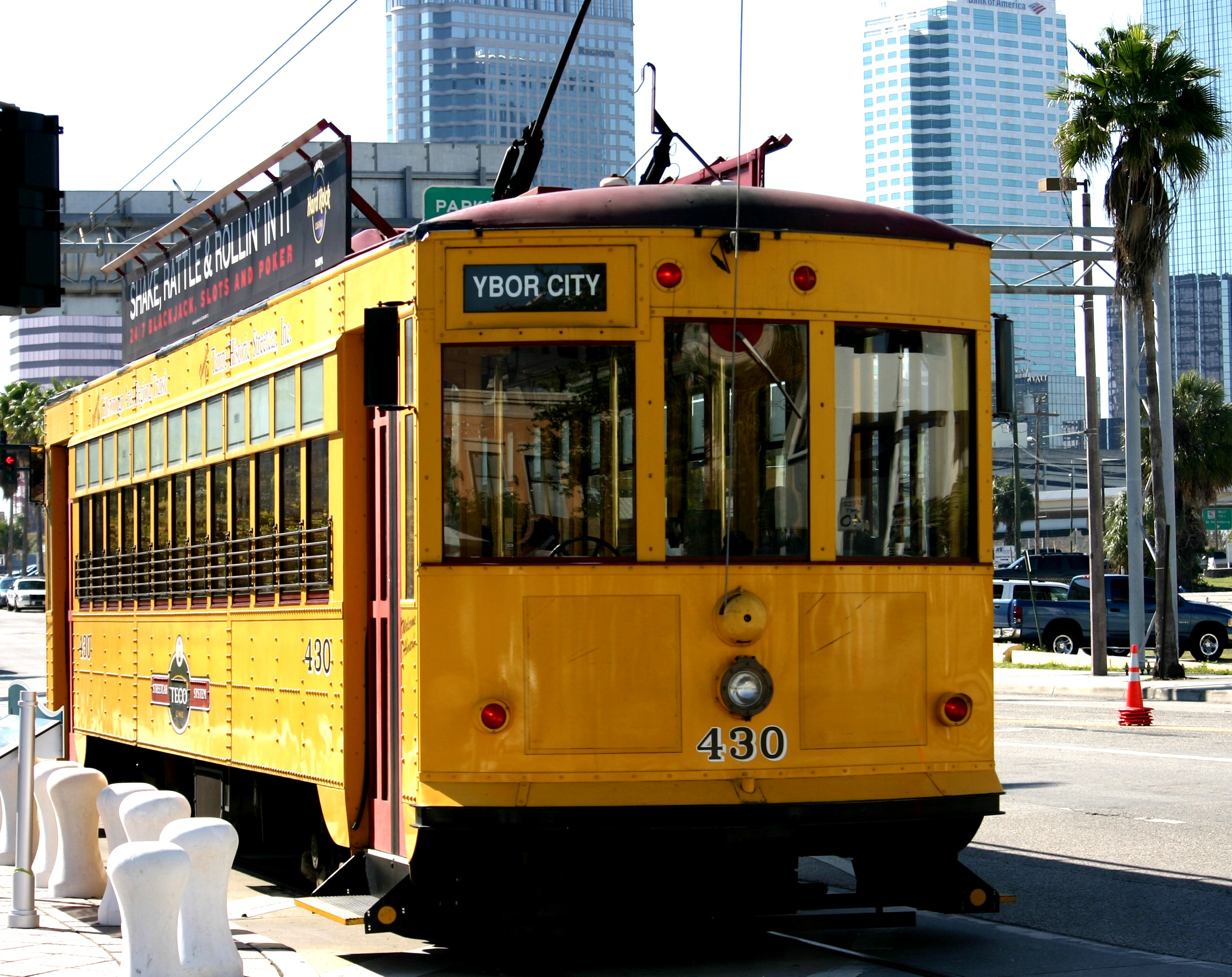
Nachbau eines Birney Safety Cars

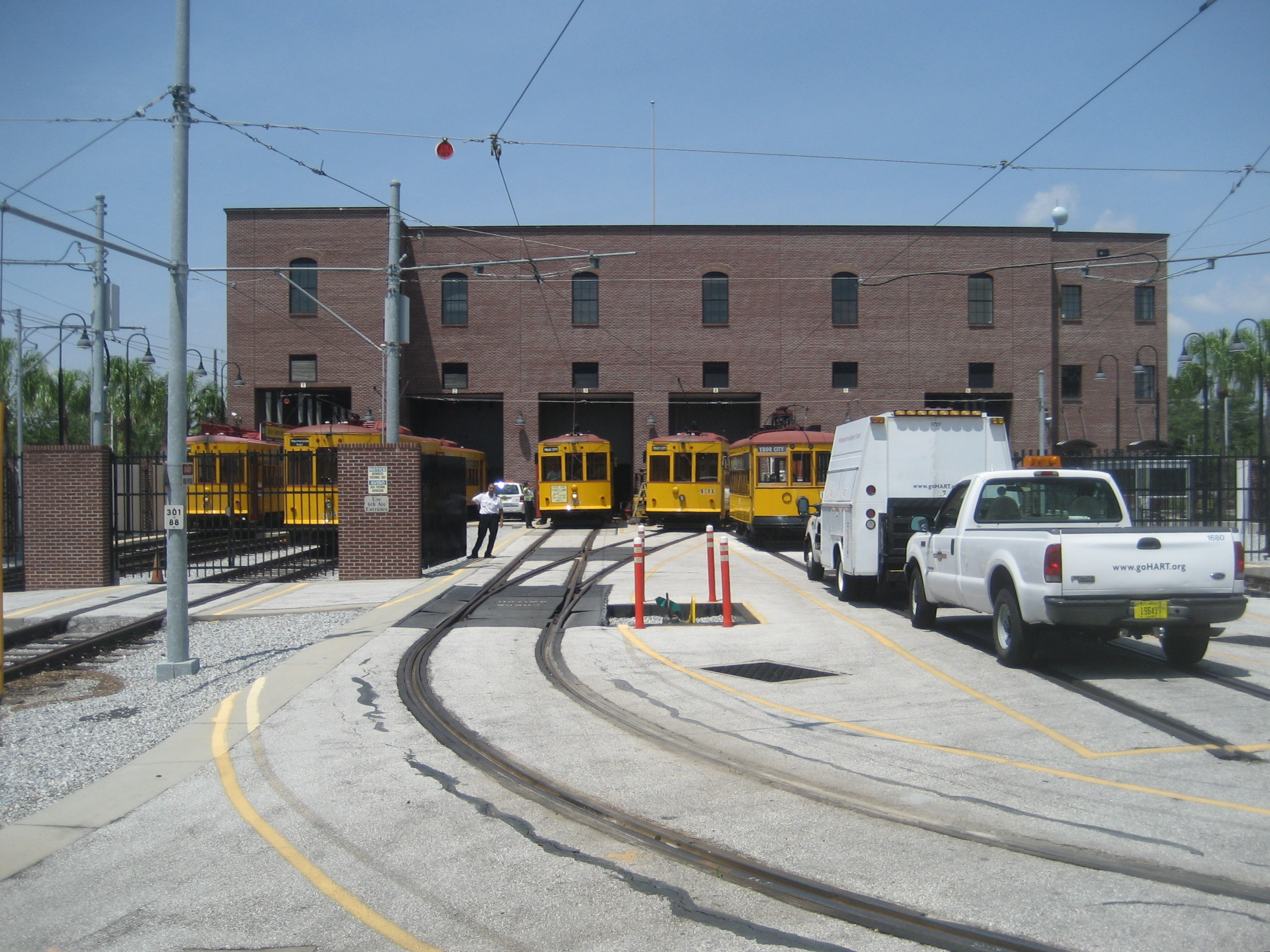
Im Betriebshof: moderne Fahrzeuge und (rechts) der historische Triebwagen 163

Am 19. Oktober 2002 wurde die aktuelle Straßenbahnstrecke eröffnet. Betreiber ist die der City of Tampa gehörende Hillsborough Area Regional Transit (HART), verwaltet wird sie von der Tampa Historic Streetcar Inc.
Die einzige Erweiterung der Strecke erfolgte im Jahr 2010. Die bis dahin 3,86 Kilometer lange Strecke wurde vom Downtown-Endpunkt Dick Greco Plaza (bis 2008 Southern Transportation Plaza) um 0,54 Kilometer nach Whiting Station verlängert. Die Eröffnung erfolgte am 19. Dezember 2010.
Seit 2018 kann die Straßenbahn kostenfrei benutzt werden.

## Strecke
Die Strecke ist mit der einzigen auf ihr verkehrenden Linie identisch. Sie verbindet die Innenstadt (Downtown) und das östlich davon gelegene Wohn- und Vergnügungsviertel Channel District mit dem ehemaligen Arbeiterviertel Ybor City. Endpunkte sind die Stationen Whiting Station im Südwesten und Centennial Park im Nordosten, es sind eingleisige Stumpfendstellen.
Die Strecke ist eingleisig, mit Ausweichen an mehreren Stationen und einer Doppelspurinsel längs der Straße Channelside Drive. Der Betriebshof befindet sich unweit der Station Cadrecha Plaza in Ybor City, sein Vorfeld wird vom Streckengleis gequert. Südlich des Betriebshofs kreuzt die Strecke niveaugleich ein Eisenbahngleis.

## Fahrzeuge
Der Betrieb verfügt über neun Nachbauten des Fahrzeugtyps Birney Safety Car, die geringfügig größer sind als das vorhandene Originalfahrzeug Nr. 163. Die Nummerierung beginnt mit 428 und schließt damit an die Nummern des Vorgängerbetriebs an. Es handelt sich um behindertengerechte, klimatisierte Zweirichtungsfahrzeuge mit einer Kapazität von 44 Sitz- und 30 Stehplätzen. Darüber hinaus existiert der Nachbau eines Breezer-Sommertriebwagens mit 78 Sitz- und 10 Stehplätzen. Sämtliche Nachbauten stammen von der Gomaco Trolley Company.
Wagen 163 ist ein restaurierter Originaltriebwagen der Tampa & Ybor City Street Railway Society, der zwischen 1923 und 1946 bereits in Tampa verkehrte. Er gehört zu den zweiachsigen Birney Safety Cars der ersten Bauart, ist kleiner als die Nachbauten und das einzige fahrfähige Originalstraßenbahnfahrzeug in Florida. Der vierachsige Wagen 402 befindet sich in Aufarbeitung, dieses ebenfalls bereits früher in Tampa gelaufene Fahrzeug ist das einzige verbliebene (von fünf) der längsten Bauart.

## Technik
Die Versorgung der Fahrzeuge mit Gleichstrom von 600 Volt erfolgt über eine Oberleitung. Anders als heutzutage üblich wird der Strom – historisierend – über Stangenstromabnehmer aus der Fahrleitung entnommen. Die Triebwagen besitzen für jede Fahrtrichtung eine Stromstange, die jeweils hintere wird für die Stromentnahme genutzt, die vordere ist vom Fahrdraht abgezogen. An den Endhaltestellen müssen die Stromstangen für den Fahrtrichtungswechsel abgezogen bzw. angelegt werden.

## Ausblick
Jahrelang war die Bahn einstellungsbedroht. Zu ihrer Finanzierung hatte die Stadt Tampa einen Fonds eingerichtet, der den Betrieb bis zum Jahr 2025 sichern sollte. Die Mittel waren jedoch schon im Jahr 2014 erschöpft. Zudem gingen die Fahrgastzahlen von 2003 bis 2012 um fast 35 Prozent zurück.
Im Fall einer Betriebseinstellung hätte die Stadt etwa 31 Millionen Dollar an erhaltenen öffentlichen Mitteln an den Staat Florida zurückzahlen müssen. Mitte Juni 2018 kündigte das Florida Department of Transportation an, für einen Kredit von 2.670.000 Dollar an die HART zu bürgen, um eine unentgeltliche Nutzung der Straßenbahn für die nächsten drei Jahre zu ermöglichen. Um den Innenstadtbereich besser zu erschließen, plant die Stadt Tampa mittelfristig eine Verlängerung der Strecke um 2 Kilometer. Im September 2023 wurde die Möglichkeit zur kostenfreien Nutzung der Bahn ein weiteres Jahr verlängert.

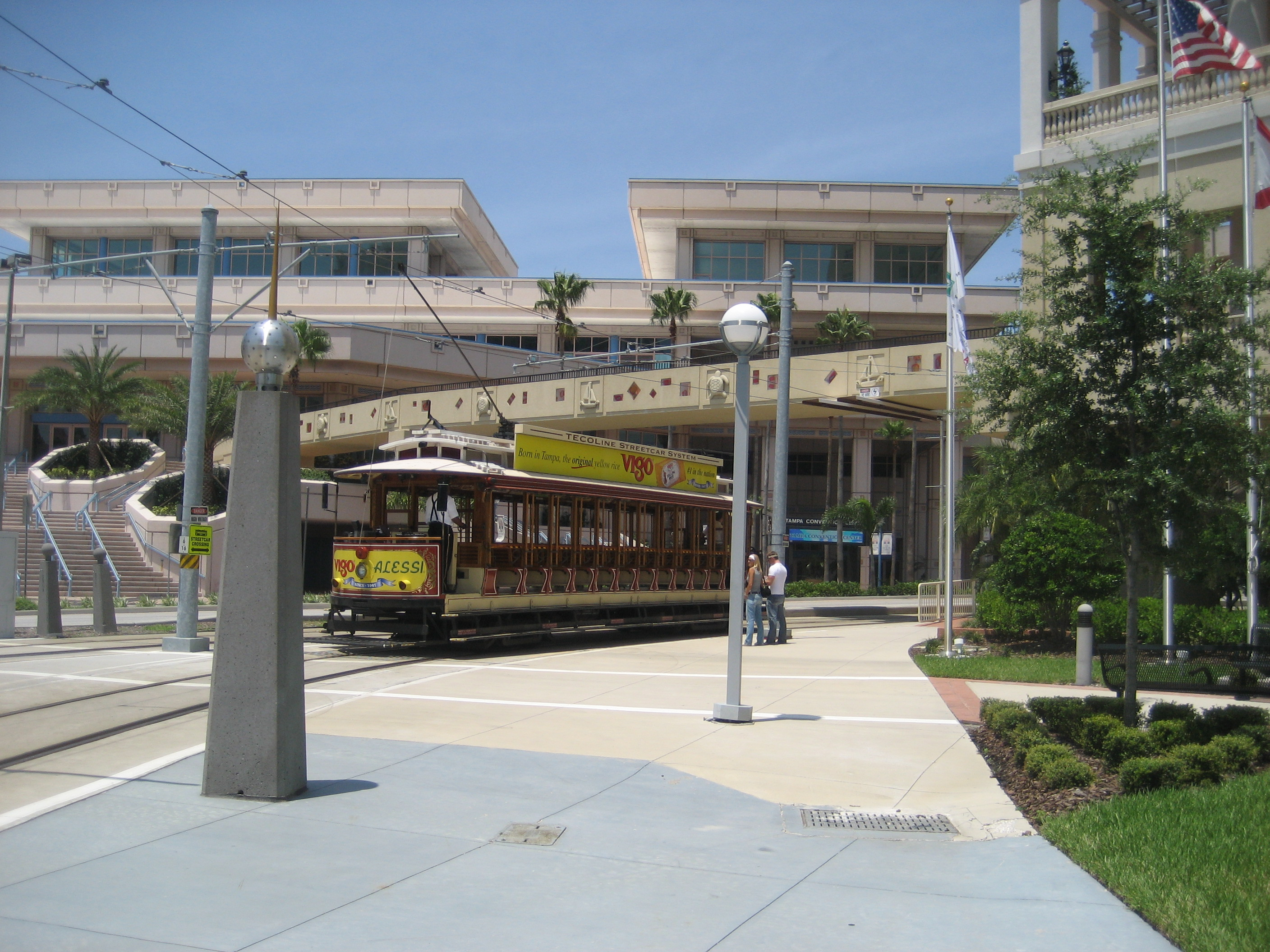
Breezer-Sommertrieb- wagen in der Downtown (Dick Greco Plaza)
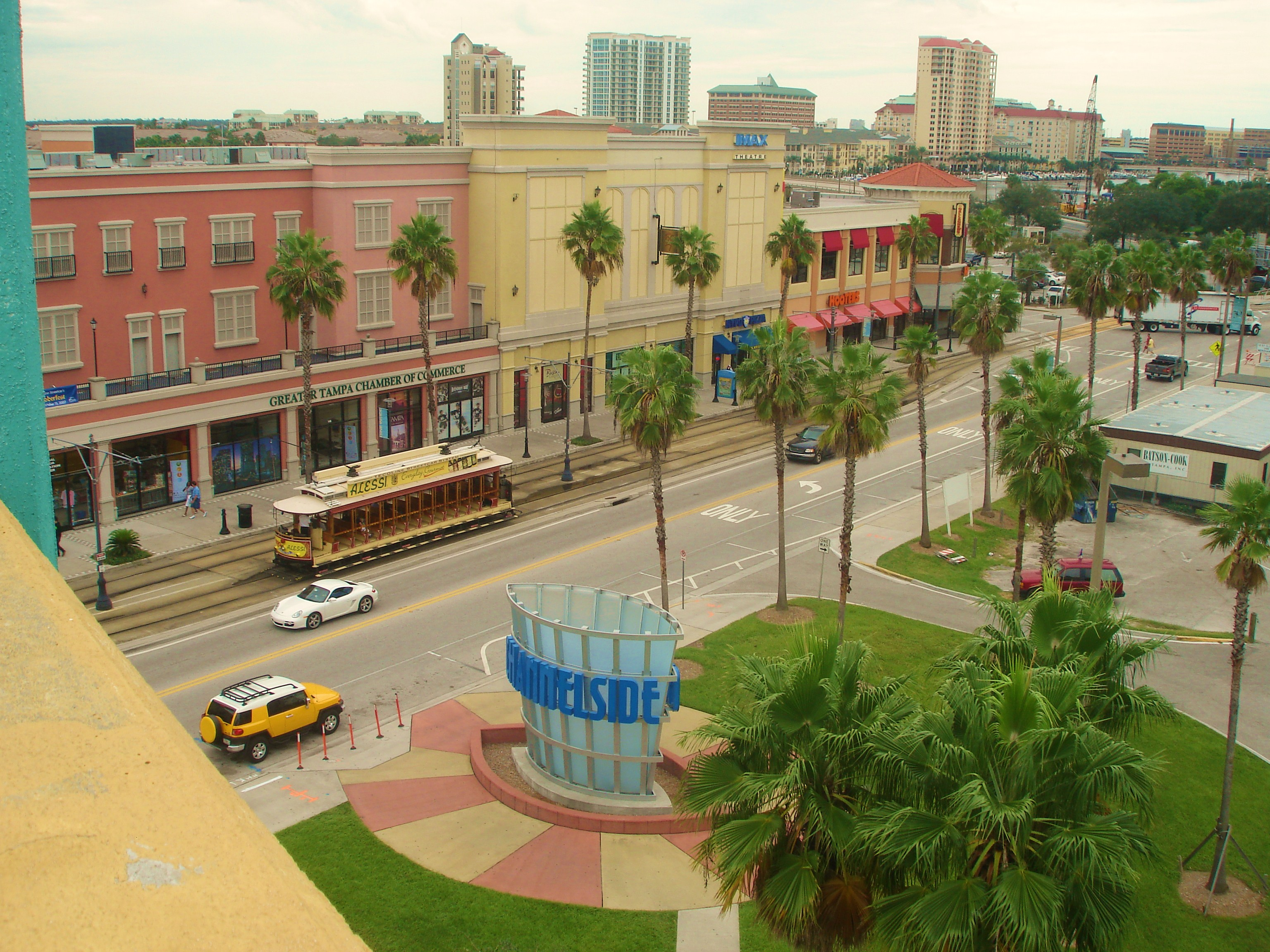
Breezer-Sommertrieb- wagen im Channel District
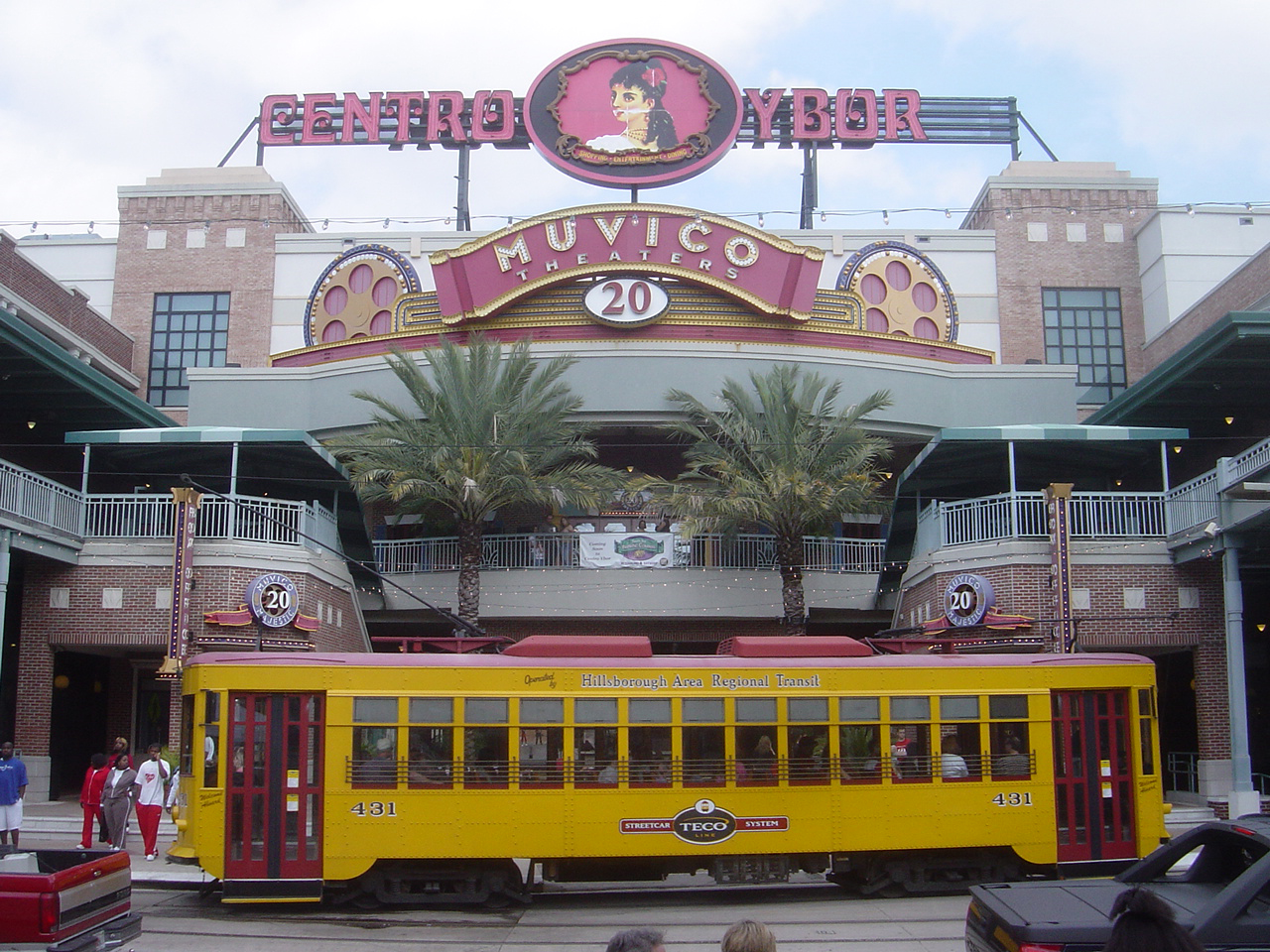
Birney Safety Car (Replik) in Ybor City
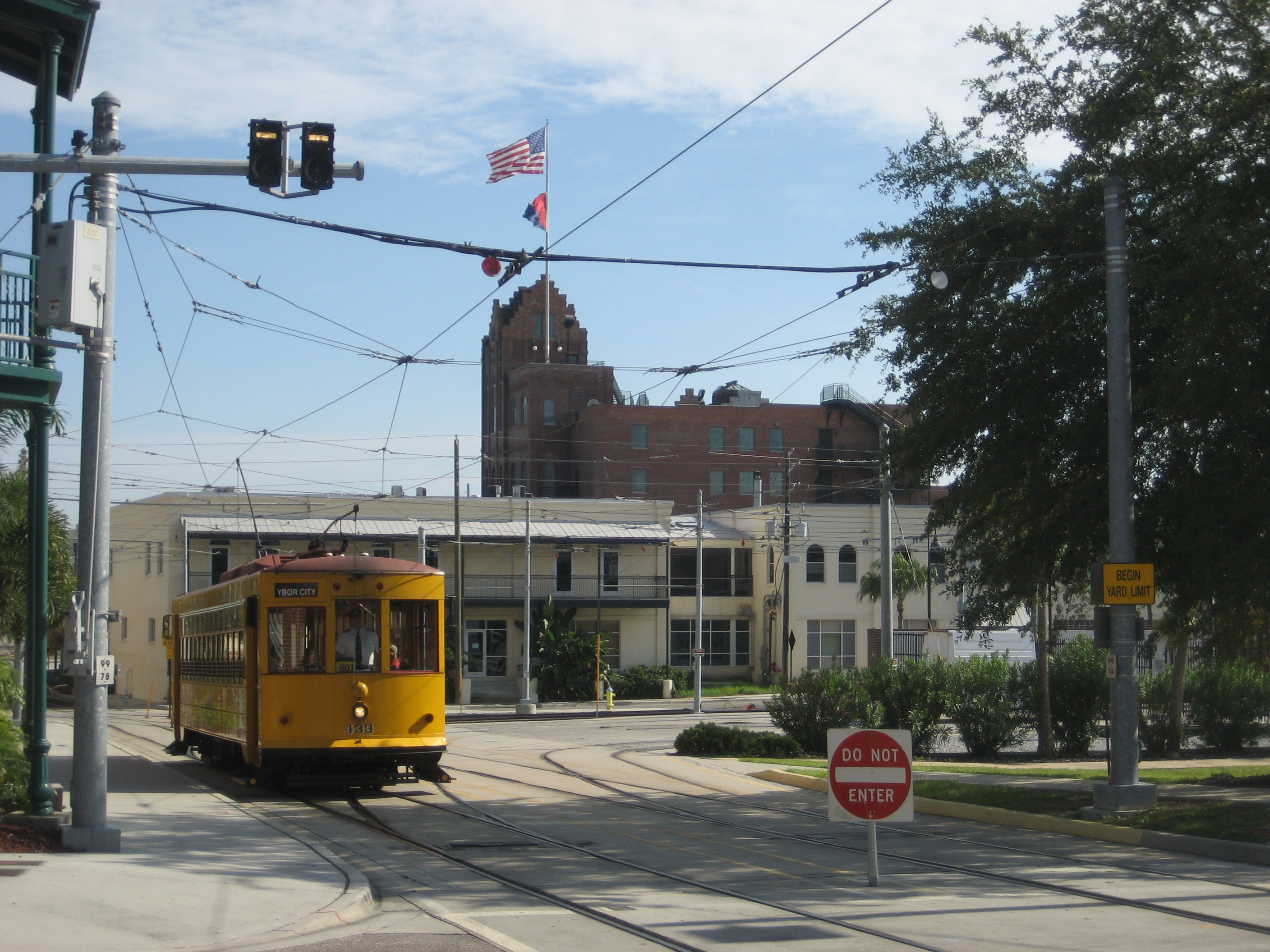
Birney Safety Car (Replik) passiert den Betriebshof in Ybor City
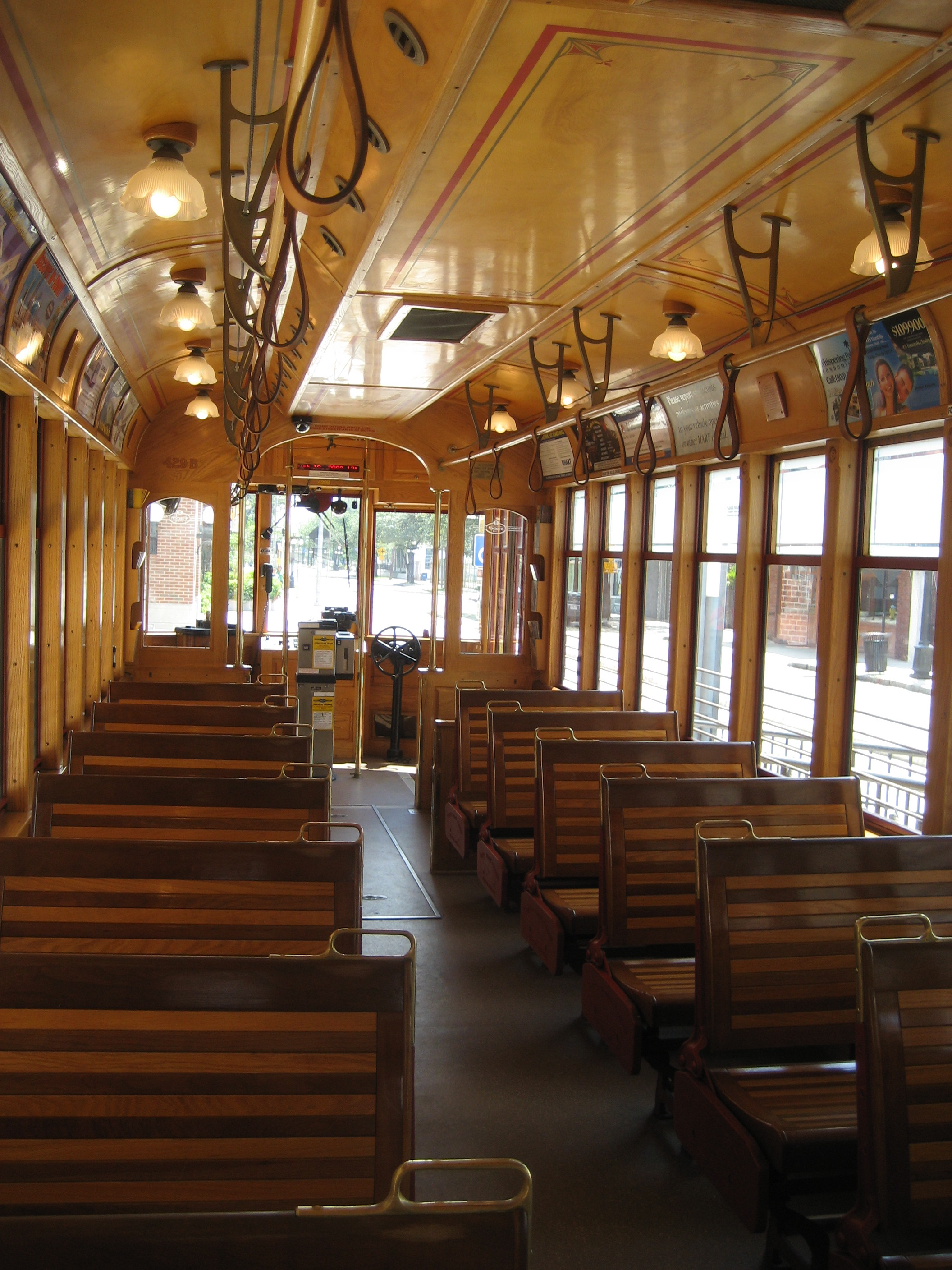
Fahrgastraum eines Neubaufahrzeugs